# ドベンケの戦い
ドベンケの戦い（ドベンケのたたかい、英: battle of Dovhenke）は、2022年ロシアのウクライナ侵攻のウクライナ北東部攻勢、ウクライナ東部攻勢において、ウクライナのハルキウ州イジューム地区ドベンケで起こったウクライナ軍とロシア軍の戦闘である。

## 背景
ドベンケは、イジュームの南20キロメートルに位置し、ハルキウ州とドネツィク州の境にある小さな村である。2014年に勃発したウクライナ紛争が激しさを増し、2022年2月24日にロシアがウクライナに侵攻し、ウクライナ難民危機が引き起こされ、650万人が国外に避難し、人口の3分の1が強制移住させられ、第二次世界大戦以降、最速で拡大した難民危機となった。
4月1日、ウクライナは、イジュームがロシアに占領されたと認めた。翌日、ウクルインフォルムの取材で、イジュームの副市長ウォロディミル・マツォキンは、市内の住居80%が破壊され、電力、暖房、水道が機能しないと発言した。

## 戦闘
4月11日、ロシア軍がドベンケとドミトリウカを攻撃したが、ウクライナ軍に撃退された。
5月15日、ウクライナ軍は、村を占領するために新たに攻勢を仕掛けたと発表した。
6月6日、Ukrainian News Agencyによれば、ウクライナ軍がロシア軍の攻勢を撃退し、ロシア軍は損失が続いたために部隊の一部をイジュームに撤退させた。伝えられるところでは、この時、ロシアの国家院議員アレクサンドル・ボロダイは、ドンバス義勇連合と共に、ドベンケで攻勢に参加したという。

## 余波
6月12日頃、ウクライナは、ロシア軍がドベンケからマザニウカとドリナに攻勢を仕掛けていると発表し、ドベンケがロシア軍に占領されていることを示している。
6月25日も、ドベンケ付近で戦闘が続いたが、月末にはロシア軍の作戦が南部に移り、ドベンケからマザニウカに進軍しようとしている。
9月10日、ウクライナ軍によって解放されたが、ロシア軍から砲撃を受けている。